# Arrondissement Villefranche-de-Rouergue
Arrondissement Villefranche-de-Rouergue (fr. Arrondissement de Villefranche-de-Rouergue) je správní územní jednotka ležící v departementu Aveyron a regionu Midi-Pyrénées ve Francii. Člení se dále na osm kantonů a 64 obce.

## Kantony
- Aubin
- Capdenac-Gare
- Decazeville
- Montbazens
- Najac
- Rieupeyroux
- Villefranche-de-Rouergue
- Villeneuve